# Mabel (Minnesota)
Mabel és una població dels Estats Units a l'estat de Minnesota. Segons el cens del 2000 tenia 766 habitants.

## Demografia
Segons el cens del 2000, Mabel tenia 766 habitants, 337 habitatges, i 199 famílies. La densitat de població era de 629,3 habitants per km².
Dels 337 habitatges en un 20,2% hi vivien nens de menys de 18 anys, en un 48,4% hi vivien parelles casades, en un 7,7% dones solteres, i en un 40,9% no eren unitats familiars. En el 37,7% dels habitatges hi vivien persones soles el 24,3% de les quals corresponia a persones de 65 anys o més que vivien soles. El nombre mitjà de persones vivint en cada habitatge era de 2,09 i el nombre mitjà de persones que vivien en cada família era de 2,72.
Per edats la població es repartia de la següent manera: un 20,1% tenia menys de 18 anys, un 5,1% entre 18 i 24, un 18,8% entre 25 i 44, un 20,4% de 45 a 60 i un 35,6% 65 anys o més.
L'edat mediana era de 51 anys. Per cada 100 dones de 18 o més anys hi havia 78,9 homes.
La renda mediana per habitatge era de 27.228 $ i la renda mediana per família de 35.227 $. Els homes tenien una renda mediana de 25.625 $ mentre que les dones 16.442 $. La renda per capita de la població era de 15.496 $. Entorn del 8,5% de les famílies i el 10,7% de la població estaven per davall del llindar de pobresa.

## Poblacions més properes
El següent diagrama mostra les poblacions més properes.